# Economie van Monaco
De economie van Monaco is populair door zijn casino's en zijn aangename klimaat.
De staat heeft geen inkomstenbelasting en lage belastingen en bloeit als belastingparadijs zowel voor mensen die er verblijven als voor buitenlandse bedrijven.
De levensstandaard is hoog en is vergelijkbaar met de Franse welvarende stedelijke gebieden.
Economische ontwikkeling werd gestimuleerd in de late 19de eeuw met de opening van de spoorwegverbinding naar Frankrijk. De economie van Monaco is nu vooral gericht op financiën, handel en toerisme. Lage belastingen hebben veel buitenlandse bedrijven getrokken en zijn goed voor 50% van de jaarlijkse overheidsinkomen. Toerisme is goed voor 25% voor de overheidsinkomen. Een belangrijk centrum van de economie van Monaco is de casino uit 1856.
Douane, postdiensten en telecommunicatie in Monaco worden beheerst door een economische en douane-unie met Frankrijk. De munteenheid is de euro. Voor de euro maakte Monaco gebruik van de Franse frank. Monaco mag zijn eigen euromunten slaan.